# Bečice (okres České Budějovice)
Bečice (německy Betschitz) jsou obec v okrese České Budějovice v Jihočeském kraji. Leží šest kilometrů východně od Týna nad Vltavou, 27 kilometrů severně od Českých Budějovic a 97 kilometrů jižně od Prahy. Žije zde 105 obyvatel.

## Historie
První písemná zmínka o vesnici (in Becziczich villa) pochází z roku 1396. 

## Obyvatelstvo
| Rok            | 1869 | 1880 | 1890 | 1900 | 1910 | 1921 | 1930 | 1950 | 1961 | 1970 | 1980 | 1991 | 2001 | 2011 | 2021 |
| -------------- | ---- | ---- | ---- | ---- | ---- | ---- | ---- | ---- | ---- | ---- | ---- | ---- | ---- | ---- | ---- |
| Počet obyvatel | 347  | 302  | 277  | 274  | 268  | 246  | 233  | 198  | 195  | 173  | 144  | 104  | 109  | 98   | 111  |
| Počet domů     | 40   | 42   | 43   | 44   | 45   | 45   | 46   | 48   | 41   | 40   | 38   | 45   | 48   | 50   | 51   |

## Obecní správa

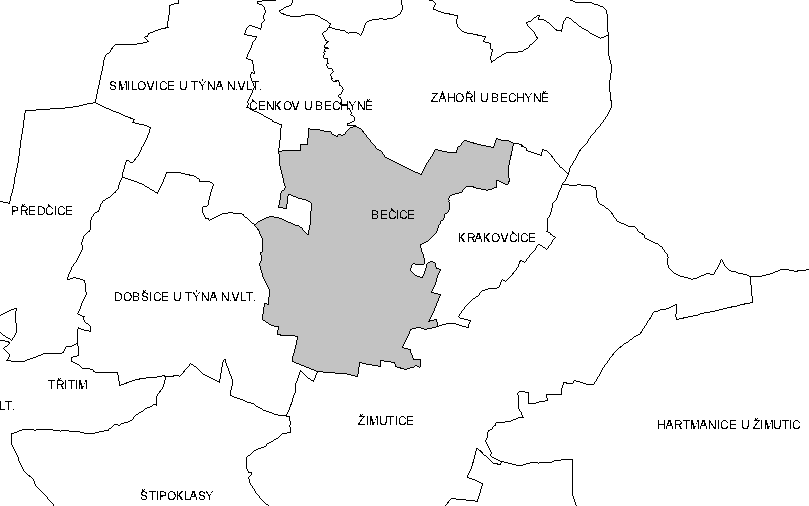
Katastrální území Bečic

Mezi lety 1850–1943 Bečice byly samostatnou obcí v okrese Týn nad Vltavou. V letech 1943–1945 byly jako osada obce k Žimuticím, ale v letech 1945–1964 byly uváděny znovu jako obec v okrese Týn nad Vltavou (1943–1960) a později v okrese České Budějovice. Od 14. června 1964 do 23. listopadu 1990 patřily znovu jako část obce k Žimuticím a od 24. listopadu 1990 jsou opět samostatnou obcí. V letech 1850–1924 k obci patřily Hrušov a Krakovčice.

### Starostové
- 2010–2014 Anna Kulíšková
- od 2014 Petr Dvořák

### Obecní symboly
Znak a vlajka byly obci uděleny rozhodnutím předsedkyně Poslanecké sněmovny Parlamentu České republiky dne 18. května 2012.

## Pamětihodnosti
- Mohylník